# Club Atlético Chalaco
Maillots
Dernière mise à jour : 23 mai 2023.
Le Club Atlético Chalaco est un club de football péruvien situé dans le port de Callao. Il a longtemps entretenu une intense rivalité sportive avec le Sport Boys, l'autre grand club de cette ville portuaire.

## Histoire
Fondé en juin 1902 par des étudiants de Callao, il se distingue à l'époque de l'amateurisme au Pérou en remportant à deux reprises le championnat de Primera Division, en 1930 et 1947. En 1948, il obtient la 2e place derrière l'Alianza Lima. 
Avec l'instauration du sport professionnel, à partir des années 1950, le club n'arrive plus à être champion. Surnommée El Ballet porteño (le ballet du port) grâce à l'élégance de son jeu, l'équipe fait parler d'elle lors du championnat 1953 et termine la décennie avec deux places de vice-champion d'affilée en 1957 et 1958. 
Relégué en 1962, le León Porteño évolue en 2e puis en 3e division avant de remonter en 1972. Vice-champion du Pérou en 1979, cette dernière performance lui permet de participer à la Copa Libertadores, l'année suivante. Malheureusement, l'expérience est de courte durée puisque l'Atletico Chalaco ne franchit pas la phase de groupes.
Le club vit sa dernière saison parmi l'élite en 1985. Jusqu'en 2016, il disputait régulièrement les ligues de district avant de cesser toute activité depuis. En 2019, il réapparaît dans la ligue de district de Callao. En 2021, le club annonce l'arrivée d'Omar Zegarra (es) à la tête de l'équipe pour tenter de remonter en 1re division.

## Résultats sportifs

### Palmarès
| Compétitions nationales | Compétitions régionales                                                  |
| - Championnat du Pérou (2) : - Champion : 1930 et 1947. - Vice-champion : 1948, 1957, 1958 et 1979. - Championnat du Pérou D2 (1) : - Champion : 1972. - Vice-champion : 1971. | - Ligue de la province de Callao (3) : - Vainqueur : 2000, 2002 et 2008. |

### Bilan et records
- Saisons au sein du championnat du Pérou : 45 (1926-1931 / 1937-1962 / 1973-1985).
- Saisons au sein du championnat du Pérou D2 : 8 (1963-1965 / 1971-1972 / 1986-1988).
- Participations en compétitions internationales : 1 (Copa Libertadores 1980).

## Personnalités historiques de l'Atlético Chalaco

### Joueurs

#### Grands noms
| - Óscar Arizaga, seul joueur à avoir pris part à une Coupe du monde avec l'équipe du Pérou, en 1982, sous le maillot du club. - Vito Andrés Bártoli - Andrés Bedoya - Gualberto Bianco, meilleur buteur du championnat 1953 (17 buts). - Mario de las Casas - Atilio López | - Julio César Luna - Antonio Maquilón - Jorge Pardón - Manuel Puente (es), meilleur buteur du championnat 1930 (4 buts). - Adolfo Riquelme (es) - Alfonso Saldarriaga |

### Entraîneurs

#### Entraîneurs champions ou vice-champions
- Telmo Carbajo, champion du Pérou en 1930[7].
- José Arana Cruz, champion du Pérou en 1947[8].
- Eleuterio Zamudio, vice-champion du Pérou D2 en 1971[9].
- Alberto Terry, champion du Pérou D2 en 1972[10].
- Raúl Pardón, vice-champion du Pérou en 1948.
- César Viccino, vice-champion du Pérou en 1957.
- Francisco Villegas, vice-champion du Pérou en 1958.
- César Cubilla (es), vice-champion du Pérou en 1979[11].

#### Liste des entraîneurs
- Omar Zegarra (2021)
- Carlos Tori (2022)
- Jorge La Rosa (2023-)

## Culture populaire

### Rivalités

#### Avec le Sport Boys
C'est le rival traditionnel de l'Atlético Chalaco, rivalité connue sous le nom de Clásico porteño. Depuis leur premier affrontement, le 6 juin 1937, dans le cadre du championnat 1937 (match nul 3-3), un total de 90 rencontres ont été jouées avec 39 victoires pour le Sport Boys, 29 victoires pour l'Atlético Chalaco et 22 matchs nuls. Le match avec le plus gros écart s'est produit le 6 octobre 1951 lors du championnat 1951 et a vu le Sport Boys écraser le León Porteño sur un score fleuve de 10-2. Quant à la dernière rencontre, elle eut lieu le 25 mai 2005, dans le cadre d'un match amical où le Sport Boys s'impose 7-1.
Le championnat 1958 reste dans la mémoire des deux clubs puisqu'ils s'affrontent lors de la dernière journée pour décider du champion du Pérou. Une victoire sur le fil du Sport Boys (1-0, but de Teodoro Boluarte) lui donna le titre avec seulement un point d'avance sur son rival de toujours.